# 타나카 치에

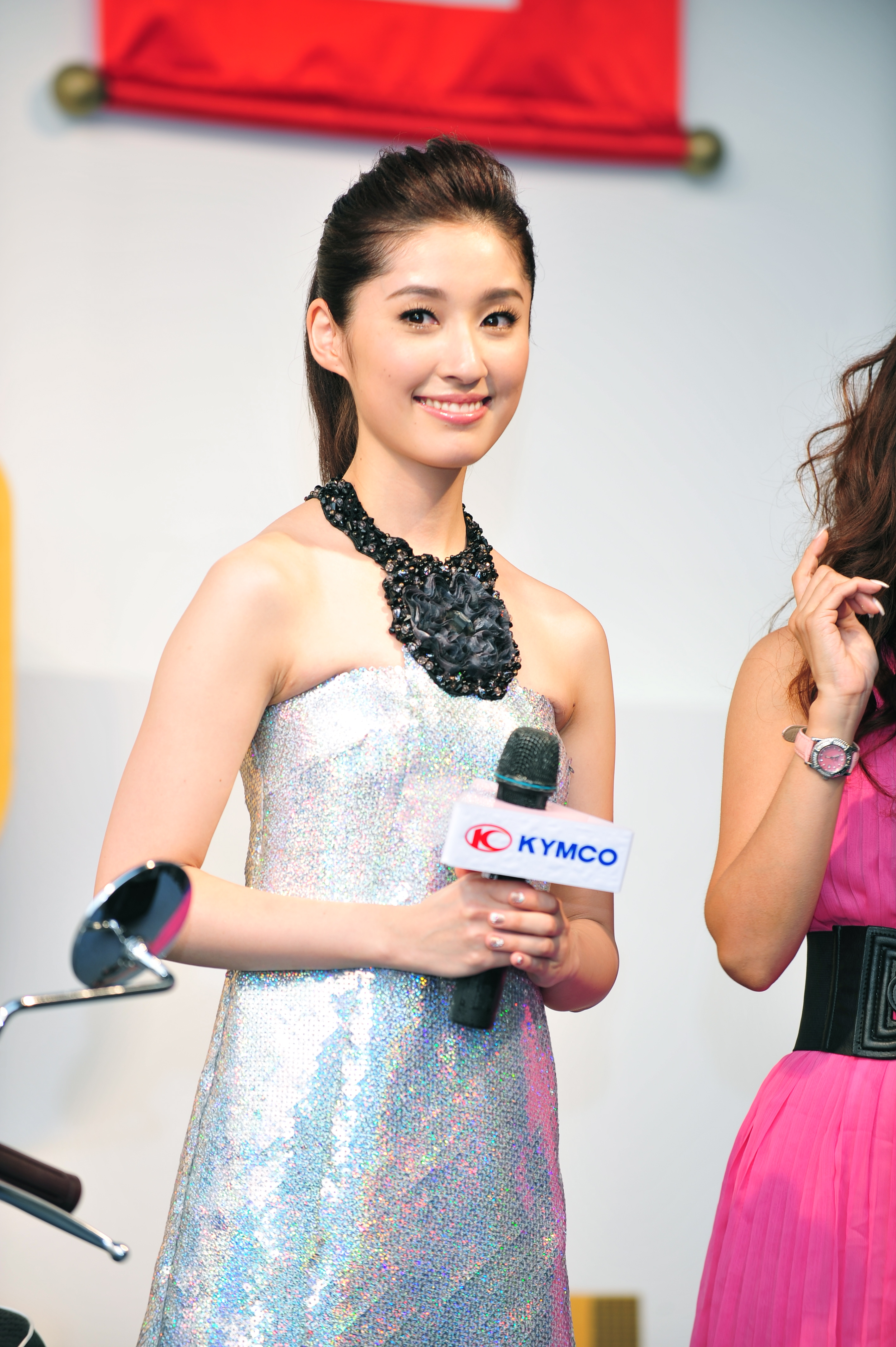

타나카 치에(Chie Tanaka, 1981년 8월 17일 ~ )는 일본의 배우, 영화배우, 모델이다.
도쿄도에서 태어났다.

## 방송
- 고탑공주
- 인녀정경장
- 성광하적동화

## 영화
- 귀곡성 : 귀신을 부르는 소리 (2015년) - 한 역
- 놈놈놈 : 주자, 희자, 비자 (2013년)
- 워리어스 레인보우 2 : 최후의 결전 (2011년)
- 스피드 엔젤 (2011년)
- 애도저 (2009년)
- 하이자오 7번지 (2008년)
- 이니셜 D - 극장판 (2005년)
- 토미에 - 어나더 페이스 (1999년)